# CN星
CN星是在恆星的光譜分類中，與其它的恆星相較之下，光譜中有異常強氰帶的恆星。氰是由一個碳原子和一個氮分子組成的簡單分子，在波長388.9和421.6 奈米附近有吸收帶。1949年，Jason John Nassau和威廉·威爾遜·摩根首次在某些G型和K型巨星發現這一類恆星，1952年南希·羅曼又發現了4,150顆。它們與鋇星的區別在缺乏S-過程的元素，而與其它類型亮星的區別在於其它谱線的特徵普遍比CN線微弱。
CN波段的過剩強度以正指數0.5微增量來分類。值為0表示是正常的恆星，不會在恆星類型中顯，而峰值為4則基本上與碳星相似。在MK系統的分類中，帶有CN尾碼的恆星被認為是強CN星。因此，房宿增三是一顆擁有K3-III CN2類的情CN星。0.5的值也被視為臨界的CN星，它對應於畢宿星團中典型的巨星。